# Friedrich Stärk
Frederick Stark (Geburtsname Friedrich „Fritz“ Stärk; * 16. November 1891 in Meßkirch; † 16. November 1969 in Merzhausen) war ein deutschamerikanischer Musiker, Komponist, Orchestermanager und Musikarrangeur. Er war leitender Musikdirektor der Walt Disney Productions in Hollywood. Nicht zu verwechseln ist er mit Frederick Starck, einem Gründungsmitglied der New Yorker Philharmoniker.

## Leben

### Kindheit und Jugend
Fritz Stärk wurde in eine wohlhabende Familie hineingeboren; sein Großvater Johann Stärk war Besitzer der Brauerei Stärk (Messo-Bräu), damals die größte Brauerei und zugleich der wichtigste Gewerbebetrieb der Stadt. Außerdem besaß er das Hotel Sonne, das damals als bestes Hotel am Ort galt. 1891 übernahm dessen älterer Sohn Fritz die Brauerei und sein jüngerer Sohn Ernst, der Vater von Fritz Stärk, das Hotel. Fritz Stärk erhielt ab dem Alter von fünf Jahren Geigenunterricht. Nach dem Realschulabschluss in Meßkirch besuchte er die Oberrealschule in Karlsruhe. Während der Schulzeit besuchte er das Hoftheater, wo er u. a. Gustav Mahler, Leo Blech und Pablo de Sarasate erlebte. Im Alter von 21 Jahren wanderte Stärk 1913 in die USA aus.

### Karriere in den USA
Stärk studierte mit Hilfe eines Stipendiums am Konservatorium für Musik der Cornell University in Ithaca und schloss dort sein Studium ab. Nach Ende des Ersten Weltkriegs nahm er die US-amerikanische Staatsbürgerschaft an und änderte seinen Namen in Frederick Stark.
Seine musikalische Laufbahn begann im Kino, wo er Stummfilme am Piano und der Kinoorgel begleitete, zunächst an einem kleinen Theater in Danvill (Virginia), dann am neuen Broadway-Theater in Richmond (Virginia). Dort leitete er als Stehgeiger ein Orchester von zwölf Musikern, 1920 wurde er Orchesterleiter in Raleigh (North Carolina). Es folgten weitere Engagements in Florida, Georgia und Birmingham, wo er Dirigent im Shrine Temple, einem Auditorium mit 2000 Sitzplätzen war. Als Geiger wirkte er fortan nur noch in einem von ihm begründeten Streichquartett.
1925 wurde er Orchestermanager des Rialto- und des Metropolitan Theaters in Washington DC und übernahm 1927 die Position des Zweiten Kapellmeisters des großen neuen Fox Theaters. Zu dieser Zeit kam der Tonfilm auf und Stark wurde nach wenigen Monaten als Erster Dirigent in das neue Fox Theater in Detroit berufen, einem Theater mit 6000 Sitzplätzen. Nach kurzer Zeit kam auch das neue Fox Theater in St. Louis dazu, so dass er an beiden Theatern im Wechsel dirigierte, auch Sinfoniekonzerte an den Sonntagen. Seine Arbeit für die Fox endete 1935 mit der Pleite der Fox Corporation. Von 1929 bis 1938 arbeitete Stark bei Radio KHJ in Los Angeles als Musikarrangeur für Konzertprogramme und Hörspiele z. B. ein Kriminalhörspiel „Calling all Cars“, zu dem er die musikalische Untermalung dirigierte.

### In den Disney-Studios

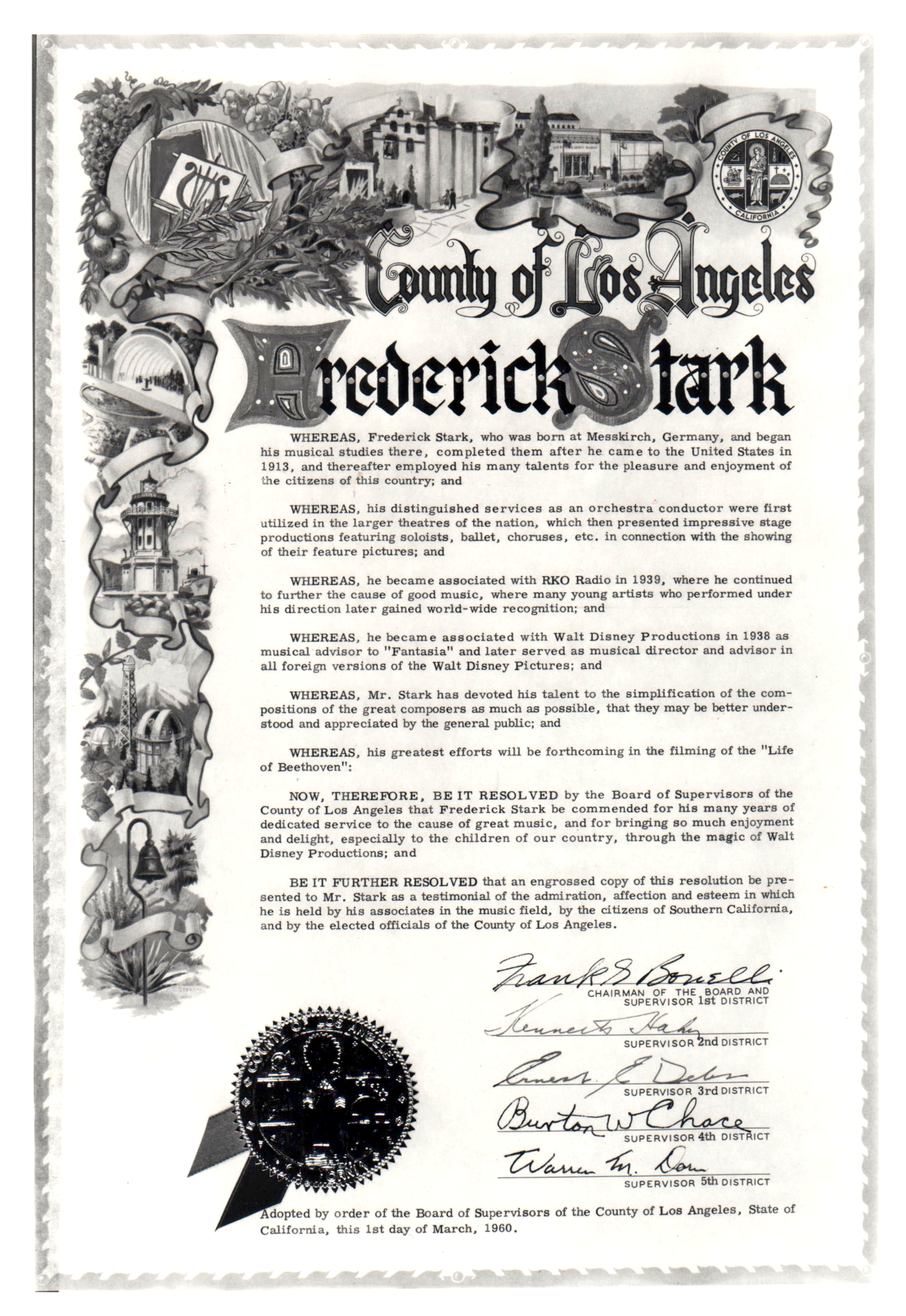
Urkunde für besondere Verdienste, verliehen vom Board of Supervisors des County of Los Angeles

1936 kam Stark durch Vermittlung von Leopold Stokowski zur Walt-Disney-Company. Stokowski hatte Frederick Stark gehört, als dieser 1935 und 1936 in der Hollywood Bowl das Los Angeles Philharmonic geleitet hatte. Stokowski war zu diesem Zeitpunkt von Walt Disney für die Musik des Zeichentrickfilms Fantasia, dessen Soundtrack ausschließlich aus klassischer Musik besteht, engagiert worden. Es begann eine langjährige Zusammenarbeit mit Stokowski, wobei sie einen Weg fanden zur graphischen Darstellung der Musik mit sog. Expressure Sheets in verschiedenen Farben für einzelne Instrumente. Das war eine Hilfe für die Zeichner, die ablesen konnten, wie viele Takte es waren und wie viele Zeichnungen gemacht werden mussten. Außerdem entwickelten sie spezielle Anlagen, um Musik und Ton zu mischen. Vier bis sechs Tonmeister waren erforderlich, um den Ton dem Bild zu synchronisieren.
Von 1938 bis zu seiner Pensionierung 1961 arbeitete er als Musikarrangeur und später als Musikdirektor der Walt Disney Studios in Hollywood. In dieser Zeit war er an der Vertonung bzw. der Zusammenstellung und dem Arrangement der Musik mehrerer Disney-Filme maßgeblich beteiligt. So schuf er Arrangements für unter anderem Pinocchio (Zeichentrickfilm, 1940), Fantasia (Zeichentrickfilm, 1940), Victory Through Air Power (Real-und-Trick-Mischfilm, 1943), Grand Canyon (Kurzfilm, 1958) und Dornröschen (Zeichentrickfilm, 1959).
Für die Nussknacker-Suite im Film Fantasia schrieb Stokowski das Präludium, Stark übernahm Tschaikowskis Musik in sechs speziellen Klavierarrangements. Die Orchesteraufnahmen wurden von Stokowski in Philadelphia mit dem Philadelphia Orchestra gemacht. Stark war für die Separation der einzelnen Instrumente und Stimmen durch die Steuerung von neun Mikrofon-Kanälen und einem Overall-Mikrofon zuständig. So konnten Einzelstimmen im Vordergrund hörbar gemacht werden, während andere im Hintergrund lagen.
Nach der Fertigstellung des Projektes Fantasia verließ Stokowski Walt Disney. Stark wurde der Musikdirektor der Disney Company in Hollywood.
Er arrangierte Musik für Naturfilme z. B. „Das Erwachen der Natur“. Für diesen Film wurde die Genehmigung gekauft, Maurice Ravels Boléro zu benutzen. Stark schrieb eine neue Partitur für großes Orchester und dirigierte die Musik selbst. Der Film wurde erfolgreich, sodass Walt Disney noch andere Natur- und Spielfilme mit der Musik bedeutender Komponisten plante.
Die Arbeit für Grand Canyon kann als einer seiner größten Erfolge gewertet werden. Der Realfilm, der in den USA bei der Erstaufführung von Dornröschen im Vorprogramm lief, wurde 1959 mit einem Oscar in der Kategorie Bester Kurzfilm (Realfilm) ausgezeichnet. Stark wurde für diesen Film von Walt Disney als Dirigent von Hollywood nach München geschickt, um dort für Disneyland Records die Grand Canyon Suite von Ferde Grofé mit dem Symphonie-Orchester Graunke aufzunehmen.
1959 kam der Beethoven-Film The Magnificent Rebel heraus, der mit Karlheinz Böhm in der Rolle Ludwig van Beethovens in Deutschland gedreht werden sollte. Stark ging im Auftrag von Walt Disney nach Berlin, um die Tonaufnahmen mit u. a. den Berliner Symphonikern und dem Günther Arndt-Chor aufzunehmen. Die zweiwöchigen Aufnahmen beinhalteten Auszüge aus der 5. Sinfonie, der Fidelio-Ouvertüre, aus Egmont, der 2. Violinromanze, der Pathétique in Starks Arrangement für Solo-Klavier und Streichorchester, außerdem Teile der Pastorale und als Finale den letzten Satz der 9. Sinfonie.

### Lebensabend in Deutschland
1961 nahm Stärk Abschied vom Walt Disney Studio in Hollywood. Seinen Lebensabend verbrachte er in Deutschland in Merzhausen bei seiner jüngsten Schwester Wilma (Mimi) Eberlein.
Ganz zog er sich aber nicht von seinem Beruf zurück. Walt Disney hatte ihn beauftragt, die Synchronisation seiner Filme in Deutschland, Frankreich und Italien zu übernehmen. Es waren mehrere Kurzfilme zunächst und dann in Paris die neue Inszenierung von Schneewittchen und den sieben Zwergen in die französische Sprache umzusetzen. Danach folgten die Synchronisationen von Legend of Lobo, Summer Magic, Donald and the Weel, The Sword in the stone und das Musical Mary Poppins.
In seiner Heimatstadt Meßkirch dirigierte Stärk im Dezember 1964 das Festliche Konzert in der Stadthalle mit dem Bodensee-Symphonie-Orchester Konstanz.
Friedrich Stärk verstarb am 16. November 1969 im Alter von 79 Jahren in Freiburg an einem Herzleiden.

## Werke (Auswahl)
- Banner in the sky
- Newsreel music. Vol. 3. Orchestra. Music & arr.
- Oom-pah-pah!
- Two weeks with pay
- Up in the mountains
- Valentine waltz

## Ehrungen
In seiner Heimatstadt Meßkirch wurde eine Straße nach Stärk benannt, der Friedrich-Stärk-Weg im Baugebiet Hauptbühl II.
Stärk erhielt vom Staat Kalifornien 1960 eine Ehrenurkunde für seine musikalischen Leistungen. Von Walt Disney und seinem Bruder Roy, dem Präsidenten der Walt Disney Company, erhielt Frederick Stark als Ehrung den „mousecar“.